# Blockwerk
Als Blockwerk wird das nicht in Register unterteilte Orgelwerk einer mittelalterlichen Orgel bezeichnet. Solche Orgelwerke enthielten nur Labialpfeifen.

## Geschichte

### Romanische Blockwerke
In romanischen Orgeln befanden sich in der Regel nur wenige Pfeifenreihen mit meist nur einer offenen Labialpfeife für jede im Blockwerk enthaltene Fußlage. Ein solches Blockwerk konnte z. B. mit 8′ + 4′ + 2′ besetzt sein. Eine andere Variante war z. B. 8′ + 5 1⁄3′ + 4′ + 2 2⁄3′ + 2′. In diesem Fall ging es nicht um die Bildung einer akustischen 16′-Lage, sondern um das Spiel in Quintparallelen, was damals nicht unüblich war. Da auf diesen Instrumenten meist nur eine Stimme gespielt wurde, störte die mitlaufende Quinte nicht.

### Gotische Blockwerke

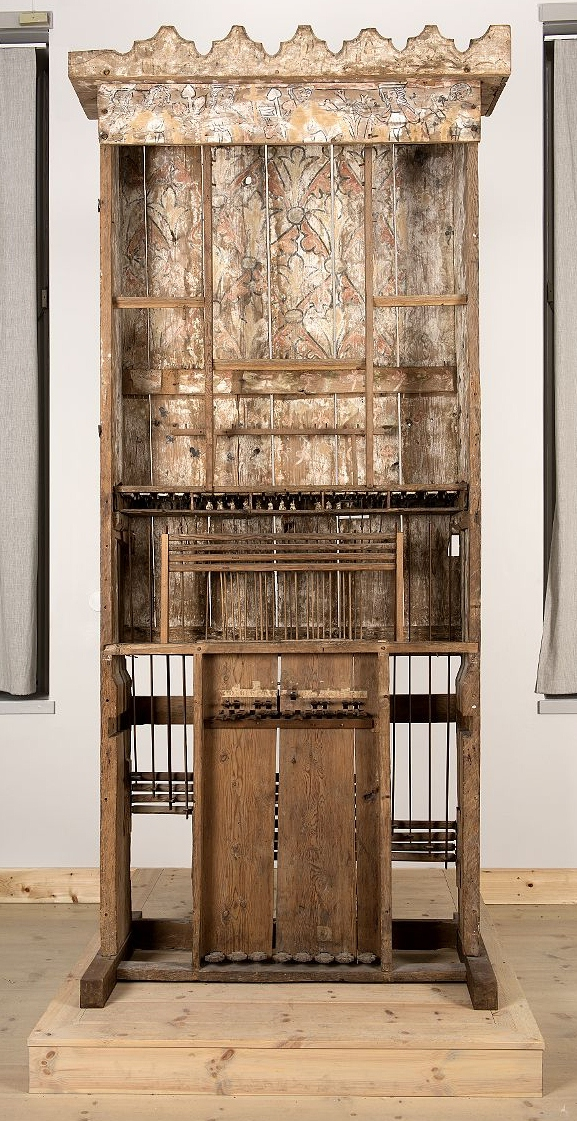
Gehäuse der Norrlanda-Orgel, um 1380/1400

Seit dem frühen 13. Jahrhundert wurden  erste größere gotische Orgeln gebaut und die Blockwerke wurden erweitert. Die Quinte über der tiefsten Pfeifenreihe (5 1⁄3′ bei 8′-Basis) fiel nun vermehrt weg, da mehrstimmiges Spiel aufkam und hier die mitlaufende Quinte störte. Es war nun auch möglich, größere und kleinere Orgelpfeifen sowie gedackte Pfeifen herzustellen, so dass das Blockwerk auch auf einer 16′-Basis aufbauen konnte und höhere Pfeifenreihen hinzu kommen konnten. Ein kleineres Blockwerk jener Zeit war z. B. mit 8′ + 4′ + 2 2⁄3′ + 2′ + 1 1⁄3′ besetzt. Ein großes Blockwerk konnte bereits Pfeifenreihen zu 16′ + 8′ + 5 1⁄3′ + 4′ + 2 2⁄3′ + 2′ + 1 1⁄3′ + 1′ enthalten. In diesen Blockwerken wurden vor allem die höheren Fußlagen mehrfach besetzt, wobei die Zahl der Pfeifen pro Fußlage zur Höhe hin meist anstieg. In kleinen Orgeln blieb es jedoch bei einer Pfeife pro Fußlage. In dieser Zeit kamen auch erste Pedalwerke auf, deren Blockwerke meist eine Oktave tiefer als das Manualblockwerk lagen.
Die mittelalterlichen Orgeln hatten nach heutigen Maßstäben etwa einen Manualumfang von H–a1(–f2), das Pedal begann ebenfalls bei H, reichte oft aber nur über ein bis anderthalb Oktaven. Die Pfeifen wurden in Fixmensur gefertigt, das heißt, dass alle Pfeifen einer Fußlage denselben Durchmesser hatten. Dadurch ergab sich über den Tonumfang ein changierender Klang von leicht streichend in der tiefsten Lage bis flötenartig in der höchsten Lage.

### Erste Registerorgeln
Im ausgehenden Mittelalter kamen erste „Register“ auf (Stimmscheidung). Mit der ersten Stimmscheidung wurde das Blockwerk in Prästant und Hintersatz aufgeteilt. Dazu wurde die Windlade in zwei Teile geteilt und jeder Teil konnte über ein Sperrventil angeschaltet werden. Dieses System wird als Sperrventillade bezeichnet. Der Prästant enthielt die tiefsten Pfeifenreihen, also 8′ + 4′ oder 16′ + 8′ + 8′, der Hintersatz alle höheren Pfeifenreihen. Mit der zweiten Stimmscheidung wurde der „alte“ Prästant in Prästant (dann bereits auch alternativ als Principal bezeichnet), der nun nur noch die tiefste Pfeifenreihe, also 8′ oder 16′, enthielt, und Oktave, die die weiteren Pfeifenreihen des „alten“ Prästanten, also  4′ oder 8′ + 8′, enthielt, aufgeteilt. Der „alte“ Hintersatz wurde in Hintersatz, der die tieferen Pfeifenreihen des „alten“ Hintersatzes enthielt, und Zimbel, die die zwei oder drei höchsten Pfeifenreihen des „alten“ Hintersatzes enthielt, aufgeteilt. In kleineren Orgeln wurde auf die Aufteilung des Hintersatzes oft verzichtet.
In dieser Zeit setzte auch eine Erweiterung des Manualumfangs ein. Damit die Klangunterschiede zwischen tiefer und hoher Lage nicht zu groß wurden, war eine Abkehr von der Fixmensur erforderlich, das heißt, innerhalb einer Fußlage mussten die kleineren Pfeifen nun auch mit kleineren Durchmessern als die großen Pfeifen gebaut werden. Mit vier Sperrventilen war eine technische Grenze erreicht. Um mehr Pfeifenreihen („Register“) aus dem Blockwerk abzuspalten oder gar neue Register hinzuzufügen, wurden grundlegende Änderungen im Orgelbau erforderlich. So kam es ab dem 15. Jahrhundert zur Einführung der Schleiflade und Springlade, die parallel erfunden wurden.

## Erhaltene Teile von Blockwerkorgeln

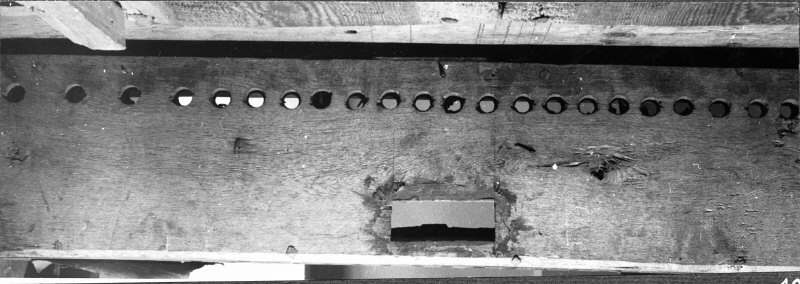
Blockwerkslade mit Löchern in Sundre, 1370

Es gibt keine vollständig erhaltene Blockwerksorgel mehr. Bei den meisten noch bestehenden gotischen Orgeln wurden seit dem 16. Jahrhundert Schleifladen eingebaut.
Die am besten erhaltene Blockwerksorgel aus Norrlanda auf Gotland von etwa 1380/1400 ist in ihren wesentlichen Bestandteilen fast unverändert erhalten geblieben, mit Ausnahmen der Pfeifen und des Blasebalgs. An ihr ist die ursprüngliche Konstruktion noch gut erkennbar. Auch im Gehäuse der etwa zeitgleich gebauten Orgel von Sundre ist diese sichtbar.
In Greifswald wurde eine eichene Blockwerkslade mit eingelassenen Löchern gefunden, die um 1320/80 entsorgt worden war.
Eine Rekonstruktion der Norrlanda-Orgel im Orgelmuseum Hanstein bei Ostheim zeigt die Funktionsweise und den Klang einer Blockwerksorgel anschaulich.

## Musik für die Blockwerkorgel
- Robertsbridge Codex, um 1320
- Codex Faenza, um 1420
- Orgelstücke aus der Predigtsammlung aus Winsen, 1431
- Tabulatur des Adam Ileborgh aus Stendal, 1448